# I-Afrique
 (février 2008).
Si vous disposez d'ouvrages ou d'articles de référence ou si vous connaissez des sites web de qualité traitant du thème abordé ici, merci de compléter l'article en donnant les références utiles à sa vérifiabilité et en les liant à la section « Notes et références ».
I-Afrique était une émission française de télévision consacrée à l'actualité de l'Afrique et présentée par le journaliste français d'origine ivoirienne Joseph Andjou. D'une durée de 10 minutes, elle a été diffusée sur la chaîne d'information en continu I-Télé de septembre 2001 à juin 2007.
Initialement bimensuelle, I-Afrique a ensuite été diffusée chaque semaine. Elle était l'une des émissions les plus célèbres et l'une des plus anciennes d'I>Télé. Elle a été supprimée de la grille en raison du recentrage de la chaîne sur l'information.
L'émission qui voulait donner une image positive et vivante du continent africain évoquait toute l'actualité du continent (politique, économie, cinéma, sport, culture, etc) en alternant reportages et interviews. Un zapping des télévisions africaines et un agenda ponctuaient également ce magazine, que Joseph Andjou clôturait toujours par un proverbe africain.

## Proverbes de l'émission I-Afrique
- Un grain de maïs a toujours tort devant une poule. (Bénin)
- On ne marche pas deux fois sur les testicules d'un aveugle. (Burkina Faso, Bénin)
- Qui avale une noix de coco fait confiance à son anus. (Côte d'Ivoire)
- Qui crache en l’air doit s’attendre à recevoir des crachats sur le visage. (Côte d'Ivoire)
- Un seul morceau de bois donne de la fumée mais pas de feu. (Éthiopie)
- Quelle que soit la maigreur d'un éléphant, ses couilles remplissent une marmite. (Gabon)
- Rire de l'anus de son voisin n'est pas un crime, mais convier toute sa famille à le faire est inadmissible. (Mali)
- Le putois ne sent pas l'odeur de ses aisselles. (Niger)
- Attends d'avoir traversé la rivière pour dire que le crocodile a une sale gueule. (Zambie)
- Lorsque tu offres un pagne à ta belle-mère, ne lui dis pas que c’est pour couvrir ses fesses. (Guinée)
- La force du baobab est dans ses racines. (Congo[Lequel ?])
- Même le poisson qui vit dans l’eau a toujours soif. (Cameroun)
- Le serpent a beau courir, il ne va pas plus vite que sa tête. (Bénin)
- Celui qui a été mordu par un serpent se méfie d'une chenille. (Berbere)
- Le pauvre mort, ses pieds s'allongent.
- Dans les yeux de chaque maman scarabée, son petit est une gazelle.(Tunisie)
- Le pied gauche marche toujours à gauche. (Angola)
- Si le bélier a tendance à reculer, il ne faut pas croire que c'est parce qu'il est lâche. (Angola)
- Un morceau de bois a beau séjourner dans l'eau, il ne deviendra jamais un caïman. (Sénégal)
- Quelle que soit la longueur du jet de l'urine, les dernières gouttes retombent toujours entre les cuisses. (Togo)
- Ce n'est pas parce que le crocodile a soif qu'il sort de son lac pour boire l'eau de la rosée du matin qui tombe sur les feuilles.
- Même s'il n'y a pas de coq pour chanter à l'aube, le jour se lèvera. (Burundi)
- La chèvre broute là où elle est attachée. (Cameroun)
- Quand tu sauras le prix d'une esclave, tu ne penseras jamais à vendre ta mère.
- Le monde a beau changer, le chat ne pondra jamais. (Gambie)
- L'éléphant ne peut courir et se gratter les fesses en même temps. (Zimbabwe)
- Celui qui veut du miel doit avoir le courage d'affronter les abeilles. (Sénégal)
- Si quelqu'un fait semblant de mourir, il faut faire semblant de l'enterrer. (Togo)
- Ce n'est pas parce que le mouton n'a pas de dents que tu mettras ta main dans sa bouche. (Niger)
- Celui qui sait qu’il ne sait pas, saura. Celui qui ne sait pas qu’il ne sait pas, ne saura jamais.
- Quand l'argent parle, la vérité se tait.